# Strzępy meldunków
Strzępy meldunków – pamiętnik autorstwa Felicjana Sławoja Składkowskiego wydany z datą 1936 (egzemplarze były gotowe już w końcu 1935, kilka miesięcy po śmierci Józefa Piłsudskiego, którego dotyczy duża część treści dzieła). Wydawcą był Instytut Józefa Piłsudskiego Poświęcony Badaniu Najnowszej Historii Polski.
Podstawą napisania książki były zapiski autora sporządzanie podczas pracy w rządzie II Rzeczypospolitej (od 1926). W zapiskach tych znajdowały się zarówno obserwacje codziennej pracy rządu, jak i różnorodne dane objęte tajemnicą państwową. Z uwagi na tę zawartość zeszyty z zapiskami (trzynaście sztuk) zostały zniszczone przez autora oraz Jakuba Krzemieńskiego w 1939. Część treści zawartej w tym źródle autor wykorzystał wcześniej, do napisania Strzępów meldunków. Układ książki to relacje z kolejnych spotkań lub wezwań do marszałka Piłsudskiego. Prawie każdy meldunek z takiego spotkania uzupełniony jest refleksjami o stanie zdrowia i nastroju Piłsudskiego. Uderza pełne i bezgraniczne zaufanie autora do Marszałka.
Wydanie pamiętników wywołało sensację polityczną. Wbrew zamierzeniom autora miały one charakter demaskatorski, wyjawiały wiele spraw objętych wcześniej tajemnicą, a także ukazywały mechanizmy podejmowania decyzji politycznych po przewrocie majowym. Przybliżały też obraz marszałka Piłsudskiego i jego otoczenia, nieznany szerszej polskiej publiczności i to w czasie, kiedy trwały ostre rozgrywki o władzę po jego śmierci, owocujące dekompozycją obozu sanacyjnego.
Piłsudczycy przyjęli więc wydanie pamiętników Składkowskiego z poważnym zakłopotaniem. Mimo to publiczne wystąpienia były dla autora raczej przychylne, np. Juliusz Kaden-Bandrowski stwierdził, że mimo chęci posprzeczania się uważa, że Składkowski to pisarz wyborny i rasowy pamiętnikarz każdą scenę pamiętający żywo, umiejący każde zdanie najprostszymi słowami poprowadzić, a szczegółami nie zaciemniać, a uwagami nie przytłoczyć. Jeden z recenzentów wspomniał natomiast, że stosunek autora do Józefa Piłsudskiego pokrywa się z kultem żołnierzy napoleońskich do Wielkiego Cesarza. Kazimiera Iłłakowiczówna zgłosiła pamiętnik do nagrody literackiej Wiadomości Literackich, które jednak nie zamieściły recenzji dzieła na swoich łamach (na 1013 głosów pozycja uzyskała ich 48). Recenzję mniej przychylną sporządził dziełu Aleksander Mogilnicki, pisząc, że książka odsłaniała głupotę i służalczość Składkowskiego oraz kliki do której należał.